# Manuel Cardoso Pérez
Manuel Cardoso Pérez (Moialde, Vilardevós, 1955) es un empresario y político gallego del PPdeG .

## Trayectoria
Es un empresario de la construcción. En 2003 se incorporó a la oposición en Vilardevós como concejal del PPdeG. En 2007 fue quinto en la lista del PPdeG. En 2011 encabezó la lista del PPdeG, ganó las elecciones municipales por mayoría absoluta y fue elegido alcalde. En 2012 fue condenado por su comportamiento discriminatorio con un concejal afiliado al PSdeG-PSOE.
| Predecesor: José Luis Pérez García | Alcalde de Vilardevós 2011-actualidad | Sucesor: en el cargo |

### Otros artículos
- Elecciones municipales en Vilardevós